# Final de la Copa Asiática 2015

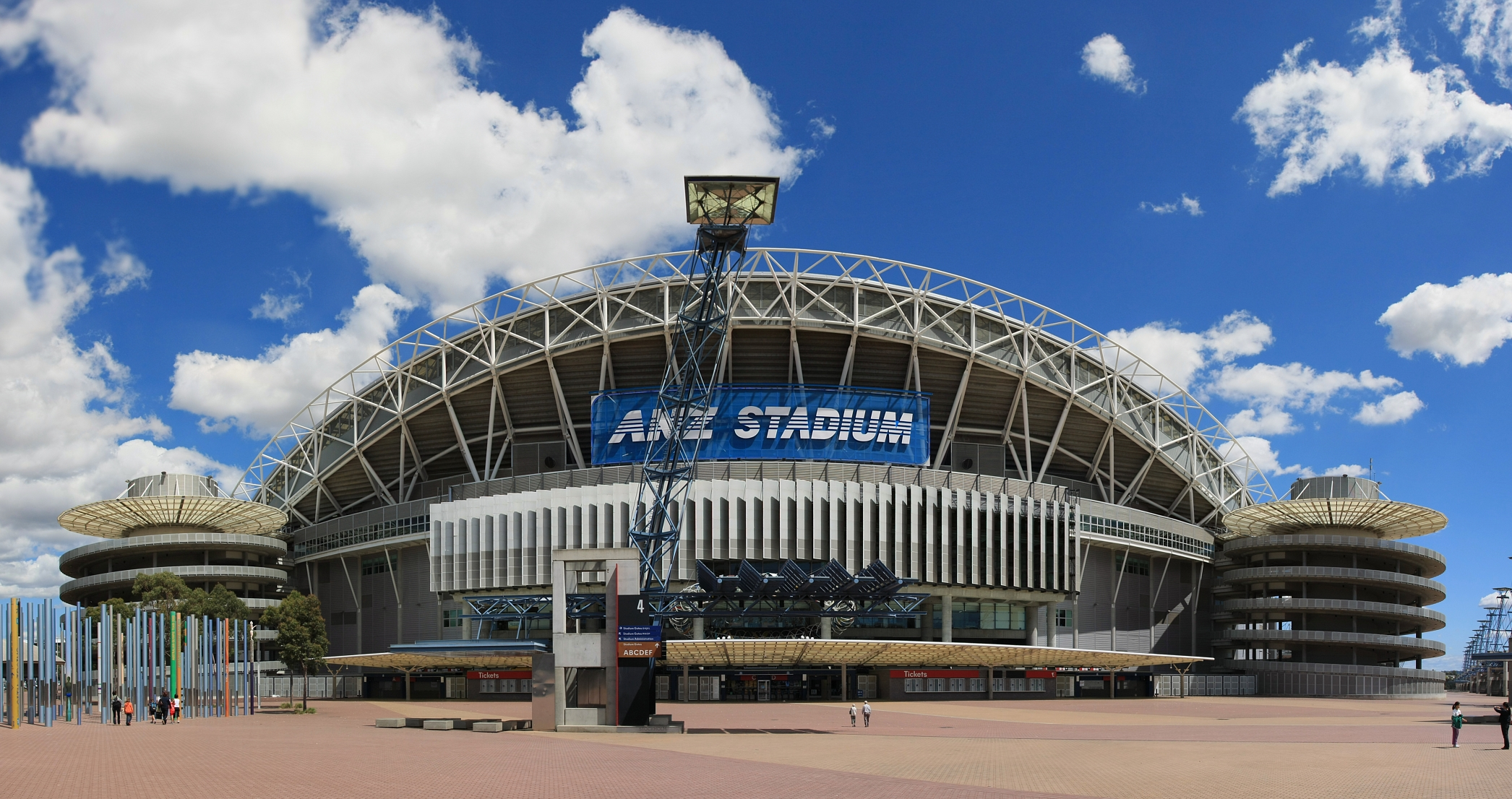
El Estadio Olímpico de Sídney fue la sede de la primera final de la Copa Asiática realizada fuera de Asia.

La final de la Copa Asiática de 2015 fue jugada en el Estadio Olímpico de Sídney el 31 de enero de 2015, los finalistas del torneo fueron la selección local Australia y la selección de Corea del Sur. El ganador del partido tenía derecho a participar en la Copa FIFA Confederaciones de 2017 que sería realizada en Rusia. Antes de llegar a esta final, Corea del Sur ya había alcanzado esta instancia en tres ocasiones, siendo estas en 1972, 1980 y 1988. En todas estas finales terminó como subcampeón, perdiendo respectivamente ante Irán, Kuwait y Arabia Saudita. Mientras que en el caso de Australia esta era su segunda final, la anterior la había perdido ante Japón en 2011.

## Enfrentamiento
| Bandera de Corea del Sur | vs. | Bandera de Australia |
| Corea del Sur 1          | vs. | Australia 2          |
| ------------------------ | --- | -------------------- |

## Camino a la final
| Equipo        | Pts. | PJ | PG | PE | PP | GF | GC | Dif |
| ------------- | ---- | -- | -- | -- | -- | -- | -- | --- |
| Corea del Sur | 9    | 3  | 3  | 0  | 0  | 3  | 0  | 3   |
| Australia     | 6    | 3  | 2  | 0  | 1  | 8  | 2  | 6   |
| Omán          | 3    | 3  | 1  | 0  | 2  | 1  | 5  | -4  |
| Kuwait        | 0    | 3  | 0  | 0  | 3  | 1  | 6  | -5  |

| Equipo        | Pts. | PJ | PG | PE | PP | GF | GC | Dif |
| ------------- | ---- | -- | -- | -- | -- | -- | -- | --- |
| Corea del Sur | 9    | 3  | 3  | 0  | 0  | 3  | 0  | 3   |
| Australia     | 6    | 3  | 2  | 0  | 1  | 8  | 2  | 6   |
| Omán          | 3    | 3  | 1  | 0  | 2  | 1  | 5  | -4  |
| Kuwait        | 0    | 3  | 0  | 0  | 3  | 1  | 6  | -5  |

## Partido
| 23         | Guardameta     | Kim Jin-Hyeon   |     |
| 3          | Defensa        | Kim Jin-Su      |     |
| 5          | Defensa        | Kwak Tae-Hwi    |     |
| 19         | Defensa        | Kim Young-Gwon  |     |
| 22         | Defensa        | Cha Du-Ri       |     |
| 6          | Centrocampista | Park Joo-Ho     | 71' |
| 10         | Centrocampista | Nam Tae-Hee     | 63' |
| 16         | Centrocampista | Ki Sung-Yong    |     |
| 20         | Centrocampista | Jang Hyun-soo   |     |
| 7          | Delantero      | Son Heung-Min   |     |
| 18         | Delantero      | Lee Jeong-Hyeop | 87' |
| Entrenador | Entrenador     | Uli Stielike    |     |

| 1          | Guardameta     | Mathew Ryan        |     |
| 2          | Defensa        | Ivan Franjić       | 46' |
| 3          | Defensa        | Jason Davidson     |     |
| 6          | Defensa        | Matthew Špiranović |     |
| 20         | Defensa        | Trent Sainsbury    | 71' |
| 5          | Centrocampista | Mark Milligan      |     |
| 10         | Centrocampista | Robbie Kruse       |     |
| 15         | Centrocampista | Mile Jedinak       | 59' |
| 21         | Centrocampista | Massimo Luongo     |     |
| 7          | Centrocampista | Mathew Leckie      |     |
| 4          | Delantero      | Tim Cahill         |     |
| Entrenador | Entrenador     | Ange Postecoglou   |     |

| 11 | Delantero | Lee Keun-Ho    | 63' |
| 14 | Delantero | Han Kook-young | 71' |
| 4  | Defensa   | Kim Ju-Young   | 87' |

| 9  | Delantero      | Tomi Juric   | 63' |
| 14 | Centrocampista | James Troisi | 71' |
| 17 | Centrocampista | Matt McKay   | 74' |

| Amonestado | 6'  | Ivan Franjić       |
| Amonestado | 41' | Jason Davidson     |
| Amonestado | 59' | Matthew Špiranović |
| Amonestado | 66' | Mile Jedinak       |
| Amonestado | 68' | Robbie Kruse       |

| Anotado | 90+1' | Son Heung-Min | 1–1 |

| Anotado | 45'  | Massimo Luongo | 0–1 |
| Anotado | 105' | James Troisi   | 1–2 |

| Árbitro             | Alireza Faghani         |
| Árbitros asistentes | Reza Sokhanda           |
| Árbitros asistentes | Mohammad Reza Abolfazli |
| Cuarto Árbitro      | Fahad Al-Mirdasi        |

| 23         | Guardameta     | Kim Jin-Hyeon   |     |
| 3          | Defensa        | Kim Jin-Su      |     |
| 5          | Defensa        | Kwak Tae-Hwi    |     |
| 19         | Defensa        | Kim Young-Gwon  |     |
| 22         | Defensa        | Cha Du-Ri       |     |
| 6          | Centrocampista | Park Joo-Ho     | 71' |
| 10         | Centrocampista | Nam Tae-Hee     | 63' |
| 16         | Centrocampista | Ki Sung-Yong    |     |
| 20         | Centrocampista | Jang Hyun-soo   |     |
| 7          | Delantero      | Son Heung-Min   |     |
| 18         | Delantero      | Lee Jeong-Hyeop | 87' |
| Entrenador | Entrenador     | Uli Stielike    |     |

| 1          | Guardameta     | Mathew Ryan        |     |
| 2          | Defensa        | Ivan Franjić       | 46' |
| 3          | Defensa        | Jason Davidson     |     |
| 6          | Defensa        | Matthew Špiranović |     |
| 20         | Defensa        | Trent Sainsbury    | 71' |
| 5          | Centrocampista | Mark Milligan      |     |
| 10         | Centrocampista | Robbie Kruse       |     |
| 15         | Centrocampista | Mile Jedinak       | 59' |
| 21         | Centrocampista | Massimo Luongo     |     |
| 7          | Centrocampista | Mathew Leckie      |     |
| 4          | Delantero      | Tim Cahill         |     |
| Entrenador | Entrenador     | Ange Postecoglou   |     |

| 11 | Delantero | Lee Keun-Ho    | 63' |
| 14 | Delantero | Han Kook-young | 71' |
| 4  | Defensa   | Kim Ju-Young   | 87' |

| 9  | Delantero      | Tomi Juric   | 63' |
| 14 | Centrocampista | James Troisi | 71' |
| 17 | Centrocampista | Matt McKay   | 74' |

| Amonestado | 6'  | Ivan Franjić       |
| Amonestado | 41' | Jason Davidson     |
| Amonestado | 59' | Matthew Špiranović |
| Amonestado | 66' | Mile Jedinak       |
| Amonestado | 68' | Robbie Kruse       |

| Anotado | 90+1' | Son Heung-Min | 1–1 |

| Anotado | 45'  | Massimo Luongo | 0–1 |
| Anotado | 105' | James Troisi   | 1–2 |

| Árbitro             | Alireza Faghani         |
| Árbitros asistentes | Reza Sokhanda           |
| Árbitros asistentes | Mohammad Reza Abolfazli |
| Cuarto Árbitro      | Fahad Al-Mirdasi        |

|                      |
| Bandera de Australia |
| Campeón Australia    |
| 1.er título          |